# Some Are
Some Are è un brano musicale scritto ed interpretato dal musicista britannico David Bowie, registrato nel 1976 durante le sessioni in studio per l'album Low (1977).

## Il brano
Sebbene ufficialmente accreditato a Bowie e Brian Eno, il brano avrebbe avuto origine per mano del solo Bowie durante il 1975 come parte dell'abortito progetto per la colonna sonora del film L'uomo che cadde sulla Terra da lui interpretato, dove avrebbe dovuto accompagnare la scena nella quale il personaggio di Mary-Lou vede passare in strada una slitta di Natale. Rimasta all'epoca inedita, la traccia venne inserita come bonus track nella ristampa in formato compact disc ad opera della Rykodisc dell'album Low pubblicata nel 1991, e più recentemente nella compilation iSelect del 2008. La versione sinfonica del brano ad opera di Philip Glass, che lo inserì come secondo movimento nella sua Low Symphony, fu invece inclusa nella compilation di brani strumentali di David Bowie intitolata All Saints (2001).

## Cover
- Philip Glass - In versione sinfonica nell'album Low Symphony (1993)
- Dylan Howe - Subterranean - New Designs on Bowie's Berlin (2014)